# Rouge de Suède
La rouge de Suède est une race bovine suédoise. Elle s'appelle Rödkulla dans son pays d'origine. 

## Origine
Elle appartient au rameau des races rouges de la Baltique. Le livre généalogique date de 1912. Dans les années 60, elle a reçu l'influence de rouge de Norvège de l'est et de rouge de Finlande. Elle a ensuite faillit disparaître, fondue dans la pie rouge de Suède, mais les effectifs sont actuellement à la hausse, avec 325 vaches pour 40 taureaux en 1997. Elle bénéficie aujourd'hui d'un programme de préservation.

## Morphologie
Elle porte une robe rouge unie. Elle n'a pas de cornes. Les muqueuses sont couleur chair. 
C'est une race de taille moyenne; la vache mesure 120 cm au garrot et pèse 550 kg. Le taureau mesure 130 cm pour 800 kg. 

## Aptitudes
C'est une race classée mixte. Elle produit un lait riche et la morphologie de sa carcasse lui permet d'être bien cotée à la réforme. 
Elle est appréciée pour ses facultés d'adaptation au climat nordique. 

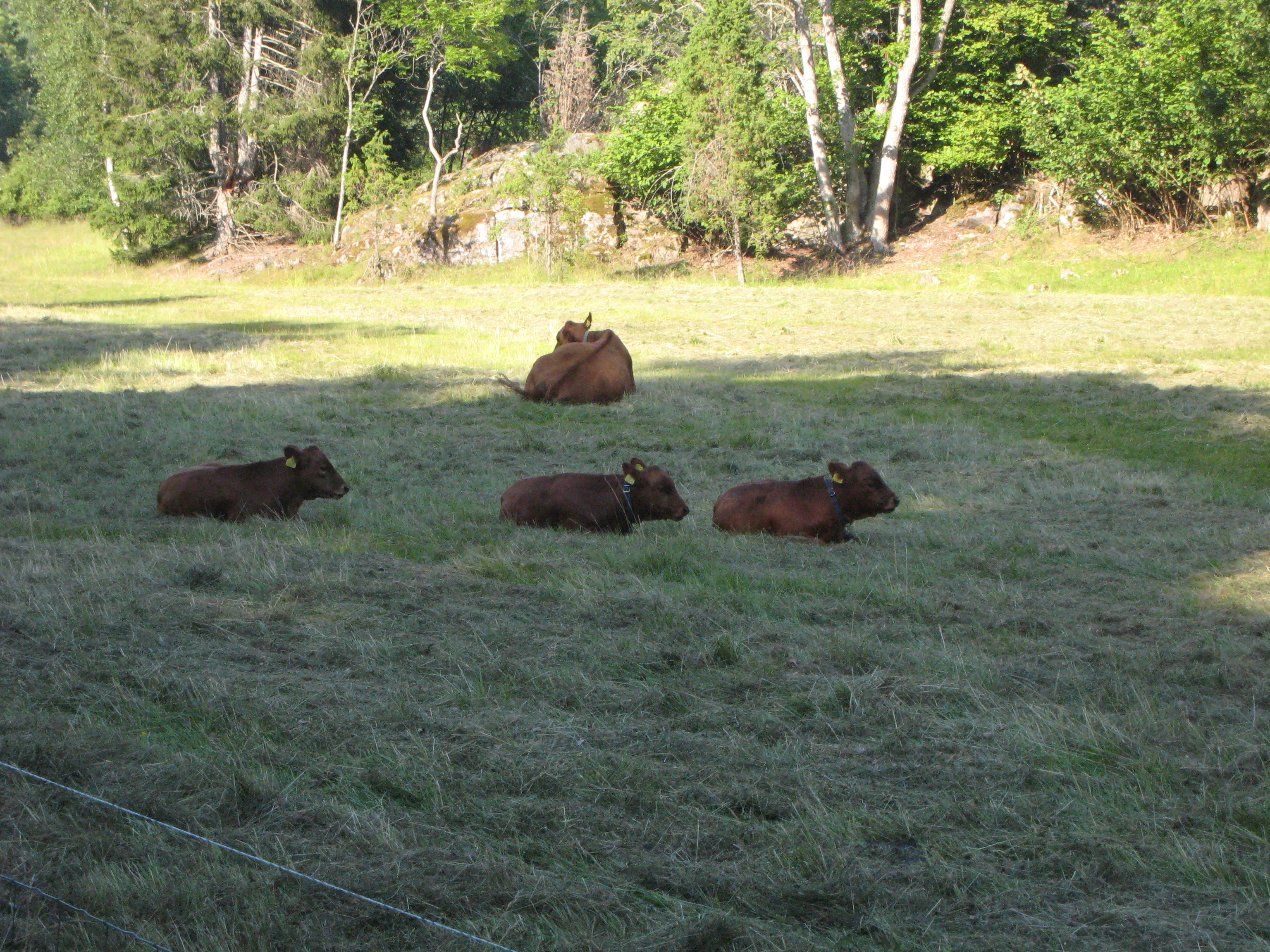
Rödkullas au pâturage près de Stockholm.